# Pápua lappantyú
A pápua lappantyú (Eurostopodus papuensis) a madarak (Aves) osztályának lappantyúalakúak (Caprimulgiformes) rendjéhez, ezen belül a lappantyúfélék (Caprimulgidae) családjához tartozó faj.

## Rendszerezése
A fajt Hermann Schlegel német ornitológus írta le 1866-ban, a Caprimulgus nembe Caprimulgus papuensis néven.

## Előfordulása
Új-Guinea szigetén, Indonézia és Pápua Új-Guinea területén honos. Természetes élőhelyei a szubtrópusi vagy trópusi síkvidéki esőerdők és mangroveerdők. Állandó, nem vonuló faj.

## Megjelenése
Testhossza 25–27,5 centiméter, testtömege 80 gramm körüli.

## Életmódja
Rovarokkal táplálkozik, melyet az erdei tisztásokon, vagy lombkorona felett fog el.

## Természetvédelmi helyzete
Az elterjedési területe nagyon nagy, egyedszáma viszont csökken, de még nem éri el a kritikus szintet. A Természetvédelmi Világszövetség Vörös listáján nem fenyegetett fajként szerepel.